# Südkaper

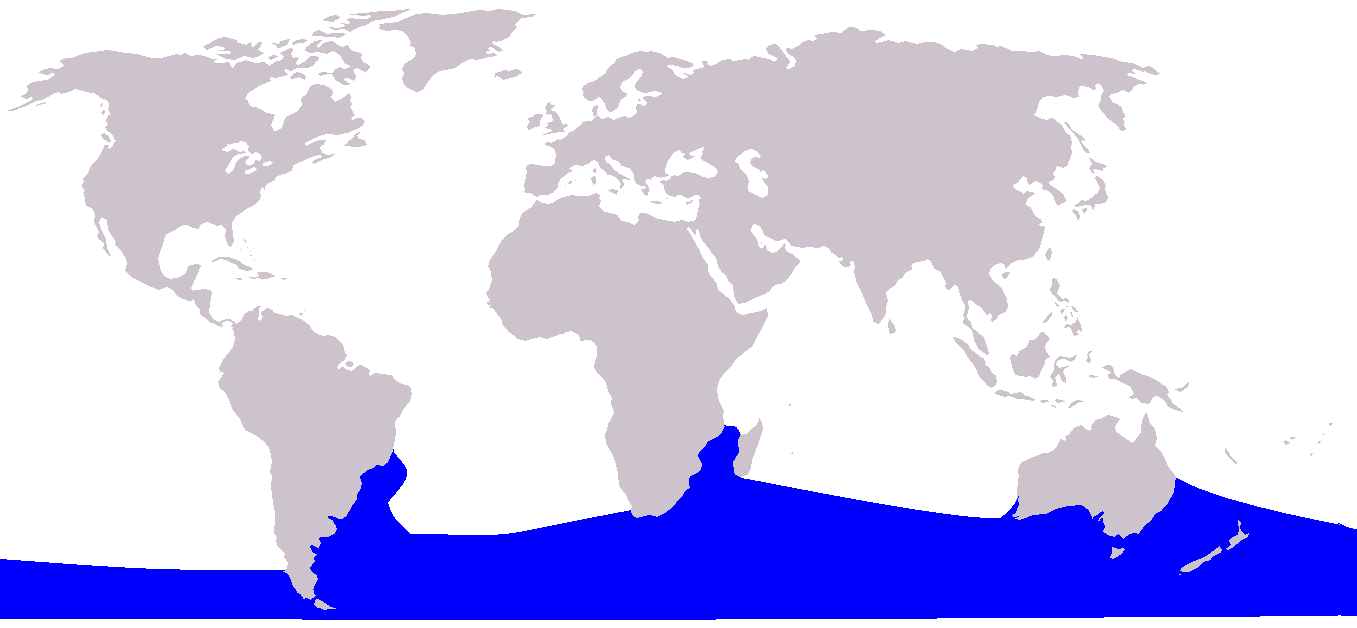
Verbreitungsgebiet

Der Südkaper (Eubalaena australis) ist eine Walart aus der Familie der Glattwale (Balaenidae). Er ähnelt den beiden anderen Arten der Gattung Eubalaena, dem Atlantischen und Pazifischen Nordkaper und wurde früher sogar mit diesen als eine Art gezählt. Eine andere Bezeichnung im Deutschen ist Südlicher Glattwal.

## Verbreitung
Südkaper leben zirkumpolar in den subpolaren und gemäßigten Meeren der Südhalbkugel, ungefähr zwischen dem 30. und 50. südlichen Breitengrad. Regelmäßige Beobachtungen gibt es von den Küsten des südlichen Südamerika, Südafrikas, Australiens, Neuseelands und kleineren Inseln der Subantarktis. Im Winter ziehen sie zur Fortpflanzung in wärmere Meeresregionen, im Sommer wandern sie zur Nahrungssuche in den Süden.

## Beschreibung

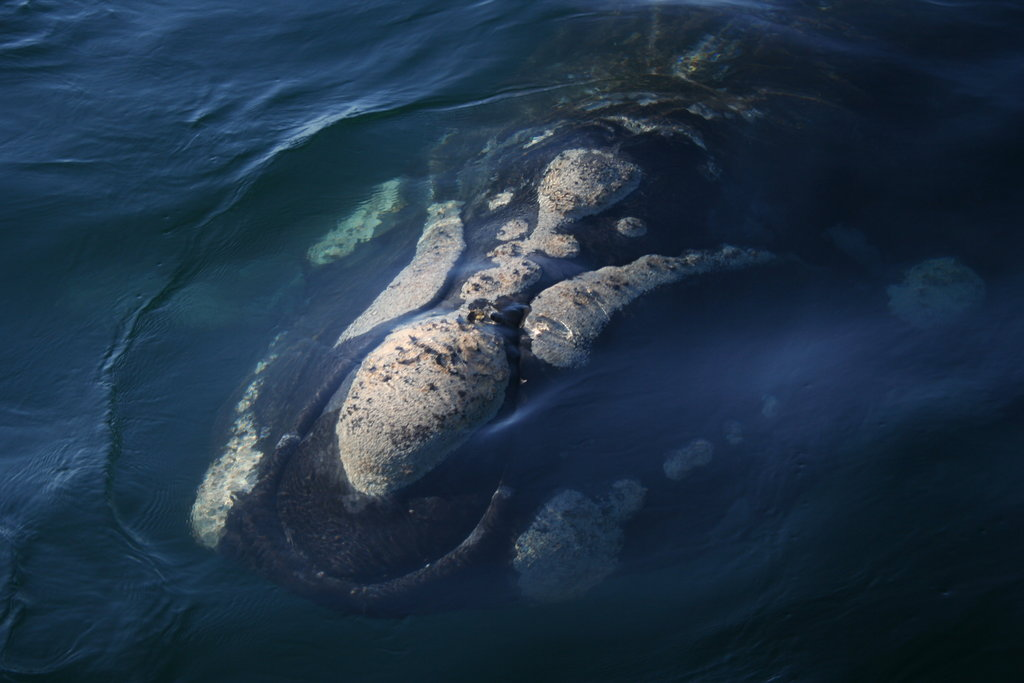
Kopf eines Südkapers mit typischen hellen Hautwucherungen

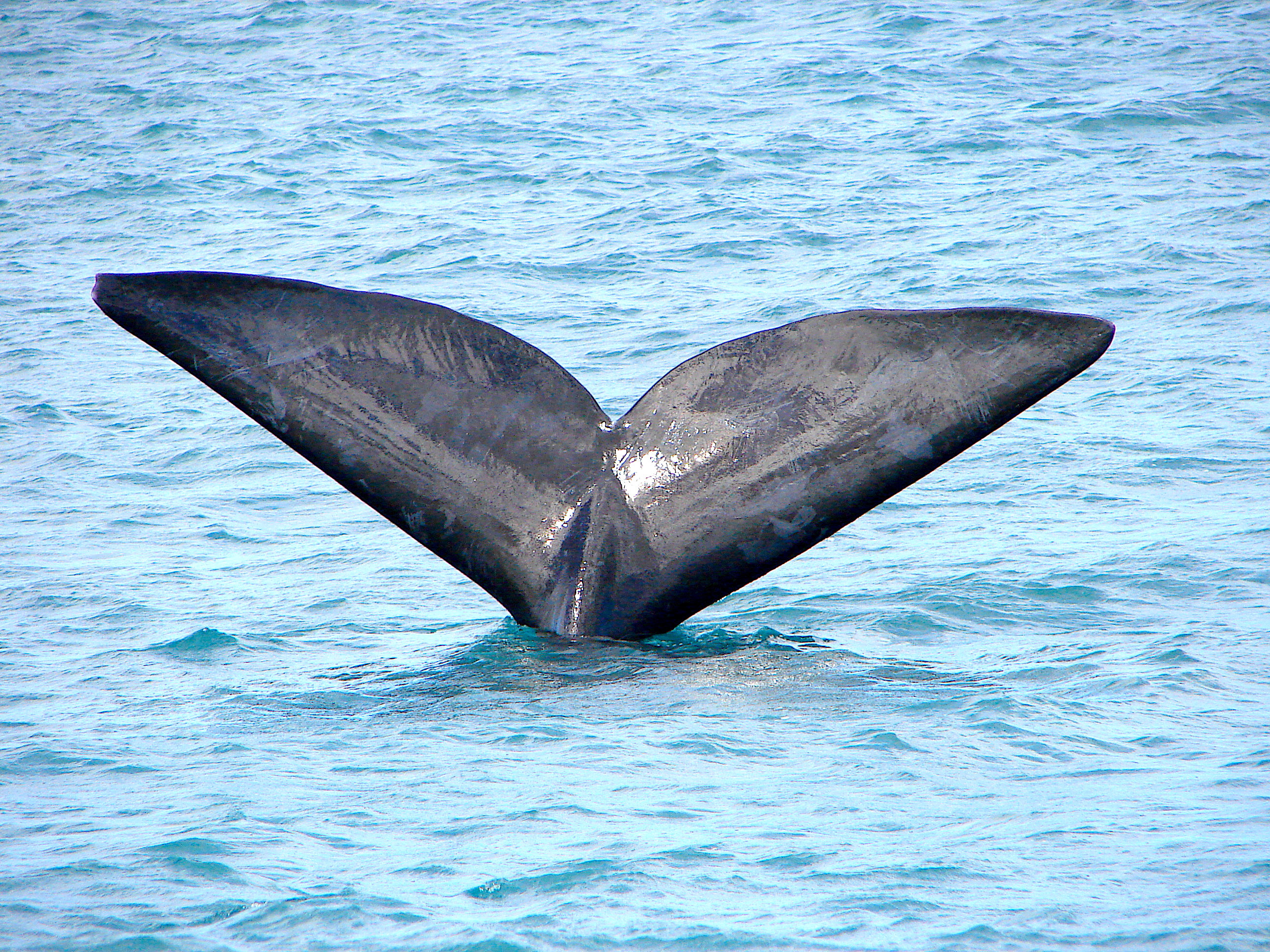
Fluke eines Südkapers beim sogenannten Segeln

Die Kolorierung dieser Walart ist hellbraun bis blauschwarz, wobei weiße Flecken vorkommen können, gelegentlich kommen weiße männliche Kälber vor, bei denen es sich nicht um Albinos handelt. Im Kopfbereich, vor allem am Unterkiefer, um das Blasloch und über dem Auge haben sie Hautwucherungen, die bei jedem Tier individuell gestaltet sind und zur Unterscheidung einzelner Individuen dienen können. Sie erreichen eine Länge von bis zu 18 m und ein Gewicht von bis zu 80 t, wobei Weibchen etwas größer als Männchen werden. Wie alle Glattwale sind sie durch den großen Kopf (der rund ein Drittel der Körperlänge ausmacht) und durch das Fehlen der Finne gekennzeichnet.

## Lebensweise
Südkaper halten sich eher in der Nähe von Inseln oder großen Landmassen auf. Trotz ihrer Größe gelten sie als aktive Tiere. Wie alle Bartenwale sieben sie die Nahrung mit den Barten und ernähren sich hauptsächlich von Ruderfußkrebsen und Leuchtkrebsen.

## Fortpflanzung
Nach rund einjähriger Tragzeit bringt das Weibchen im Winter oder Frühling (Juni bis November) ein rund fünf bis sechs Meter langes, 1000 bis 1500 kg schweres Kalb zur Welt. Zum Schutz vor Räubern zieht sich das Weibchen zur Geburt in Meeresbuchten zurück. Das Kalb wächst sehr schnell, bis zu drei Zentimeter pro Tag, und wird rund vier bis sechs Monate lang gesäugt. In der Tierwelt hat der männliche Südkaper die größten Hoden, sie machen mit je 500 kg 2 % des Körpergewichts aus. Bei einem Samenerguss werden bis zu 20 Liter Sperma freigesetzt.

## Bedrohung
Wie die Nordkaper wurden die Südkaper intensiv bejagt, ihre Geselligkeit und ihre Neugier machten sie zu einer leichten Beute für Walfänger. Seitdem die Art 1935 geschützt wurde, beginnen sich die Bestände wieder zu erholen, in etwas größerem Ausmaß als bei ihren nördlichen Verwandten. Die Gesamtpopulation der Art ist im Steigen begriffen und wird auf etwa 7000 Exemplare geschätzt.
Vor der argentinischen Halbinsel Valdés haben Dominikanermöwen in den letzten 30 Jahren begonnen, sich auch von den Südkapern zu ernähren. Sie landen auf den Walen und picken Parasiten, lose Stückchen Haut, aber auch gesunde Fleischstücke von bzw. aus den Walen. Die Möwen sind für die Wale, die in der Region ihren Nachwuchs großziehen, zu einer Plage geworden. Die Wale tauchen viel häufiger als gewöhnlich, um sich vor den Möwen in Sicherheit zu bringen, und benötigen dadurch viel Energie; gerade die Walmütter würden für die Aufzucht ihrer Kälber viel Ruhe benötigen. Zudem konzentrieren sich die Möwen auf die Walmütter und ihre Kälber, die viel häufiger an die Wasseroberfläche kommen müssen als die anderen Wale.

## Beobachtungsmöglichkeit

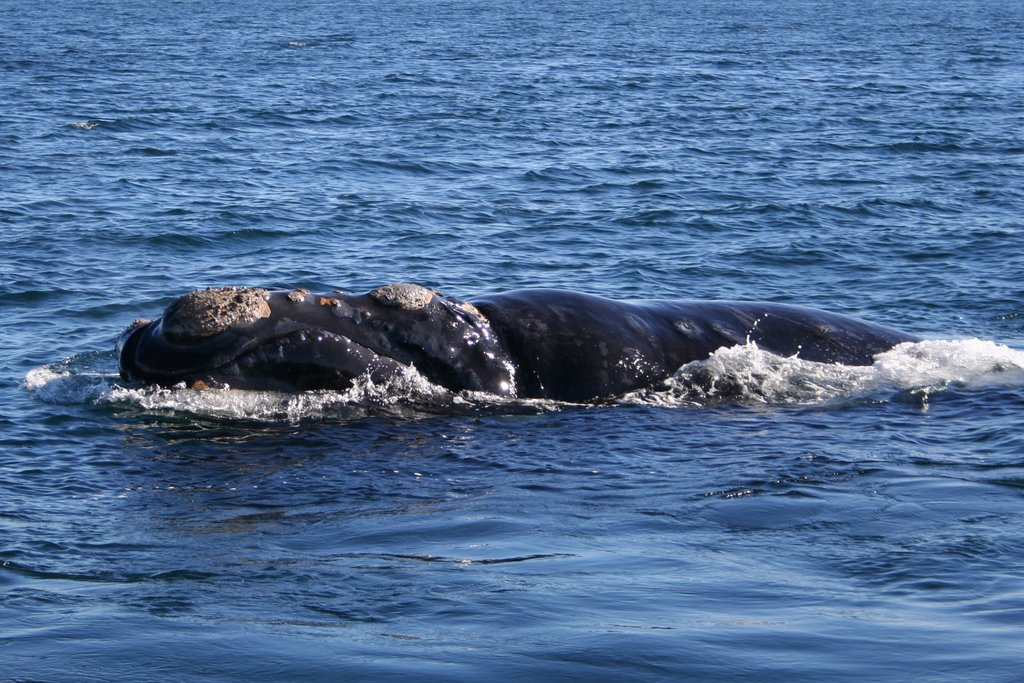
Südkaper vor Valdés

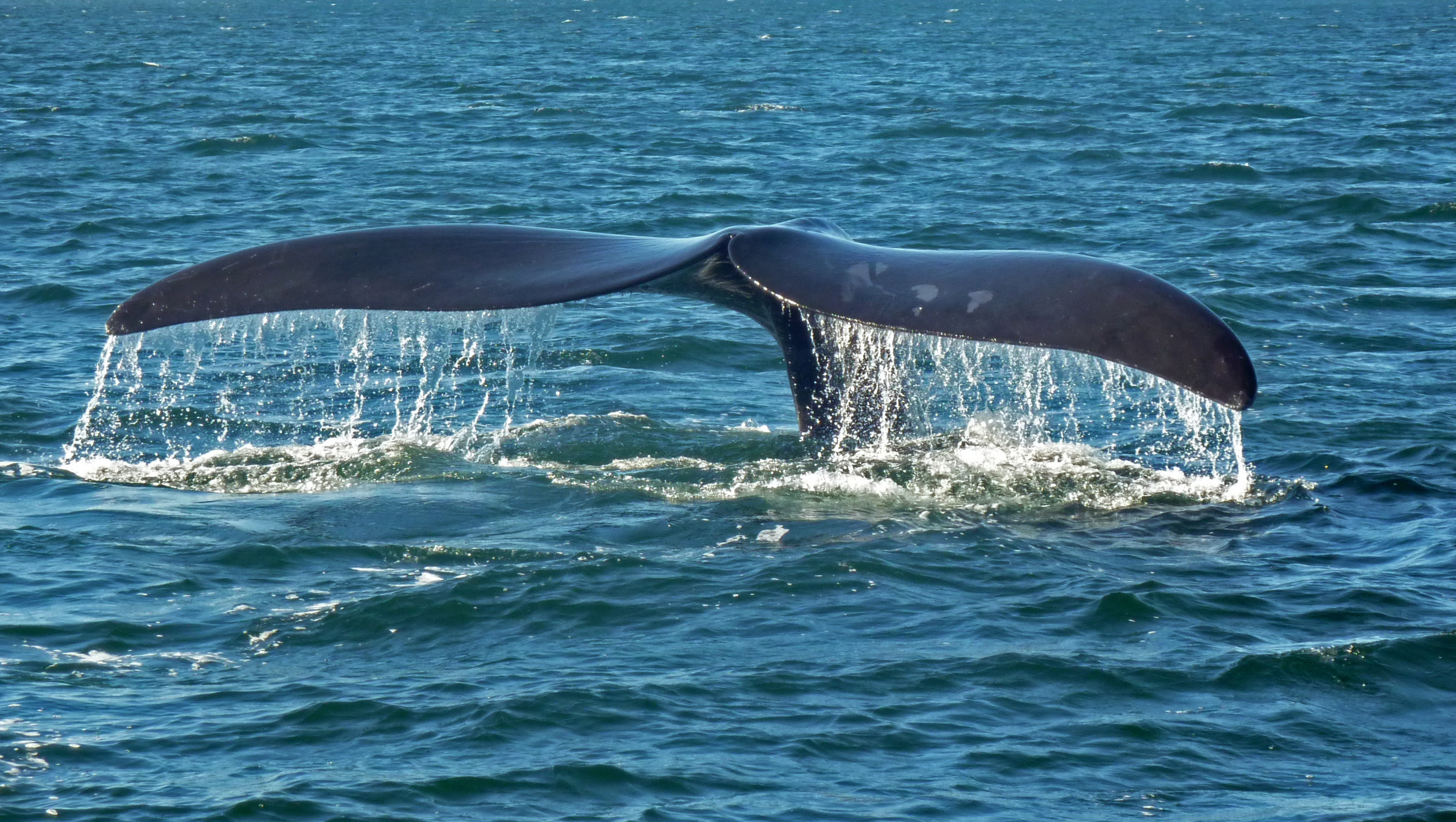
Fluke eines Südkapers beim Abtauchen

Gute Walbeobachtungsmöglichkeiten bestehen vor der Halbinsel Valdés in Argentinien sowie an der brasilianischen Südküste z. B. in Laguna/Santa Catarina. Zwischen Juni und Dezember kann man die Wale vom Ufer und besser noch vom Boot aus sichten. Die Wale mit ihren Kälbern kommen in großer Zahl auf wenige Meter an das Boot heran, auch die Beobachtung von springenden Walen (siehe Bild) ist keine Seltenheit.
Auch die Walker-Bucht mit den Orten Hermanus und vor allem De Kelders in Südafrika eignet sich hervorragend für die Beobachtung dieser Wale in der Zeit von Juni bis November. Die Wale kommen mit ihren Jungen auf wenige Meter an das Ufer heran, deshalb ist eine Beobachtung vom Boot nicht notwendig. Die Bucht ist von der UNESCO mit als bester Walbeobachtungsort bestätigt worden. In West-Australien, am Strand der Stadt Albany, kann man diese Wale spielen und springen sehen. Mütter mit Kälbern und junge Wale halten sich gern in den Buchten auf.